# Самошников, Илья Андреевич
Илья́ Андре́евич Само́шников (род. 14 ноября 1997, Реутов, Московская область) — российский футболист, защитник московского «Спартака» и национальной сборной России.

## Биография
Родился в Реутове. Воспитанник клуба «Приалит Реутов». С 2015 по 2016 год выступал в первенстве России среди ЛФК за основную команду. 
В январе 2017 года перешёл в «Велес».
Летом 2017 года подписал свой первый контракт с московским «Араратом». 19 июля 2017 года дебютировал на профессиональном уровне в матче против «Зоркого». По итогам сезона 2017/18 вместе с клубом стал победителем первенства ПФЛ (зона «Центр»).
25 июня 2018 года перешёл в «Шинник». 22 августа 2018 года дебютировал за команду в матче Кубка России против московского «Торпедо». 6 февраля 2019 года покинул клуб.
После ухода из «Шинника» должен был подписать однолетний контракт с клубом «Оренбург», однако в последний момент клуб изменил условия соглашения и переход сорвался. По словам самого футболиста, это произошло после вмешательства агента Марко Трабукки. В результате оставшуюся половину сезона футболист провёл без клуба. Позже РФС признал контракт с «Оренбургом» действительным и обязал клуб выполнить все обязательства перед игроком.
13 июня 2019 года подписал контракт с московским «Торпедо».
2 января 2020 года был куплен клубом «Рубин». 27 июня 2020 года дебютировал в РПЛ, появившись в стартовом составе на матч 24-го тура против московского «Локомотива».
12 августа 2021 года сыграл матч в третьем отборочном раунде Лиги конференций против польского клуба «Ракув», на 106-й минуте матча получив красную карточку.
В сезоне 2021/22 с командой занял 15-е место в РПЛ, вследствие чего вылетел в Первую лигу. Однако, уже в сезоне 2022/23 помог «Рубину» стать победителем лиги.
17 июня 2023 года на правах свободного агента пополнил состав московского «Локомотива». 22 июля 2023 года дебютировал за клуб, в матче против «Рубина» заменив на 87-й минуте Максима Ненахова и отдав голевую передачу на 88-й минуте.
19 августа 2025 года перешёл в московский «Спартак», подписав контракт с клубом на три года с опцией продления ещё на один год. По предварительным данным, сумма трансфера составила 3,7 млн евро. 

## Карьера в сборной
15 марта 2021 года был впервые вызван в сборную России для участия в матчах отборочного турнира чемпионата мира 2022. 1 сентября 2021 года сыграл первый матч против сборной Хорватии, заменив на 78-й минуте Марио Фернандеса.
19 ноября 2024 года в товарищеском матче против сборной Сирии забил дебютный гол за команду на 53-й минуте.

## Статистика выступлений

### Клубная
| Выступление        | Выступление      | Выступление      | Лига | Лига | Кубки | Кубки | Еврокубки | Еврокубки | Итого | Итого |
| Клуб               | Лига             | Сезон            | Игры | Голы | Игры  | Голы  | Игры      | Голы      | Игры  | Голы  |
| ------------------ | ---------------- | ---------------- | ---- | ---- | ----- | ----- | --------- | --------- | ----- | ----- |
| Арарат             | ПФЛ              | 2017/18          | 19   | 1    | 4     | 0     | —         | —         | 23    | 1     |
| Арарат             | Итого            | Итого            | 19   | 1    | 4     | 0     | —         | —         | 23    | 1     |
| Шинник             | ФНЛ              | 2018/19          | 14   | 0    | 1     | 0     | —         | —         | 15    | 0     |
| Шинник             | Итого            | Итого            | 14   | 0    | 1     | 0     | —         | —         | 15    | 0     |
| Торпедо (Москва)   | ФНЛ              | 2019/20          | 22   | 1    | 2     | 0     | —         | —         | 24    | 1     |
| Торпедо (Москва)   | Итого            | Итого            | 22   | 1    | 2     | 0     | —         | —         | 24    | 1     |
| Рубин              | РПЛ              | 2019/20          | 6    | 0    | 0     | 0     | —         | —         | 6     | 0     |
| Рубин              | РПЛ              | 2020/21          | 24   | 2    | 2     | 0     | —         | —         | 26    | 2     |
| Рубин              | РПЛ              | 2021/22          | 24   | 1    | 2     | 0     | 1         | 0         | 27    | 1     |
| Рубин              | Первая лига      | 2022/23          | 28   | 2    | 0     | 0     | —         | —         | 28    | 2     |
| Рубин              | Итого            | Итого            | 82   | 5    | 4     | 0     | 1         | 0         | 87    | 5     |
| Локомотив (Москва) | РПЛ              | 2023/24          | 28   | 1    | 7     | 0     | —         | —         | 35    | 1     |
| Локомотив (Москва) | РПЛ              | 2024/25          | 24   | 4    | 9     | 0     | —         | —         | 33    | 4     |
| Локомотив (Москва) | РПЛ              | 2025/26          | 1    | 0    | 1     | 0     | —         | —         | 2     | 0     |
| Локомотив (Москва) | Итого            | Итого            | 53   | 5    | 17    | 0     | —         | —         | 70    | 5     |
| Всего за карьеру   | Всего за карьеру | Всего за карьеру | 190  | 12   | 28    | 0     | 1         | 0         | 219   | 12    |

### Матчи за сборную
| Матчи Самошникова за сборную России | Матчи Самошникова за сборную России | Матчи Самошникова за сборную России | Матчи Самошникова за сборную России | Матчи Самошникова за сборную России | Матчи Самошникова за сборную России |
| №                                   | Дата                                | Оппонент                            | Счёт                                | Голы                                | Соревнование                        |
| ----------------------------------- | ----------------------------------- | ----------------------------------- | ----------------------------------- | ----------------------------------- | ----------------------------------- |
| 1                                   | 1 сентября 2021                     | Хорватия                            | 0:0                                 | —                                   | Отборочные матчи ЧМ-2022            |
| 2                                   | 4 сентября 2021                     | Кипр                                | 0:2                                 | —                                   | Отборочные матчи ЧМ-2022            |
| 3                                   | 7 сентября 2021                     | Мальта                              | 2:0                                 | —                                   | Отборочные матчи ЧМ-2022            |
| 4                                   | 19 ноября 2024                      | Сирия                               | 4:0                                 | 53′                                 | Товарищеский матч                   |

Итого: 4 матча / 1 гол; 3 победы, 1 ничья, 0 поражений.

## Достижения

### Командные
«Арарат»
- Победитель ПФЛ (зона «Центр»): 2017/18
- Итого : 1 трофея

«Рубин»
- Победитель Первой лиги: 2022/23
- Итого : 1 трофей

### Личные
- В списках 33 лучших футболистов чемпионата России: 2024/25 (II)